# Greg Rogers
Greg Rogers (Sídney, Australia, 14 de agosto de 1948) es un nadador australiano retirado especializado en pruebas de estilo libre, donde consiguió ser subcampeón olímpico en 1968 en los 4x200 metros estilo libre.

## Carrera deportiva
En los Juegos Olímpicos de México 1968 ganó la medalla de plata en los relevos de 4x200 metros estilo libre, con un tiempo de 7:53.7 segundos tras Estados Unidos y por delante de Unión Soviética, y el bronce en los relevos de 4x100 metros libre, tras Estados Unidos y la Unión Soviética (plata).